# Priceomyces haplophilus
Priceomyces haplophilus är en svampart som först beskrevs av Shifrine & Phaff, och fick sitt nu gällande namn av M. Suzuki & Kurtzman 20 10. Priceomyces haplophilus ingår i släktet Priceomyces och familjen Debaryomycetaceae.   Inga underarter finns listade i Catalogue of Life.